# Erannis marmorinaria
Erannis marmorinaria là một loài bướm đêm trong họ Geometridae.